# Новосілки (Борисовський район, Гливинська сільська рада)
Новосілки (біл. вёска Навасёлкі) — село в складі Борисовського району Мінської області, Білорусь. Село підпорядковане Гливинській сільській раді, розташоване в північно-східній частині області.